# ロアノーク郡 (バージニア州)
ロアノーク郡（英: Roanoke County）は、アメリカ合衆国バージニア州の郡である。人口は9万6929人（2020年）。郡庁所在地は独立市のセイラムであり、ロアノークと共に、郡領域に囲まれているが、同郡とは独立している。郡内ではビントン町が唯一の法人化町である。郡域の大半は田園部と山岳であるが、住民の多くはロアノーク・バレーに位置するロアノークとセイラムに近い郊外部に住んでいる。
ロアノーク郡はロアノーク都市圏に属しており、バージニア州ロアノーク地域に入っている。

## 歴史
ロアノーク郡は1838年3月30日に、ボトトート郡の南部が分離し、バージニア州議会によって設立された。郡域を流れるロアノーク川から郡名が採られ、ロアノーク川の名前はインディアンの言葉で「金」を意味するものから派生していた。1845年、モントゴメリー郡から一部領域が譲渡された。当初、セイラム市が郡庁所在地だった。セイラムが独立市になった時、郡との合意によってロアノーク郡庁舎はセイラム市内に留まり、監獄も共有することになった。しかし、郡の管理事務所はケイブスプリング地区に移された。

## 地理
アメリカ合衆国国勢調査局に拠れば、郡域全面積は251平方マイル (650 km2)であり、このうち陸地251平方マイル (650 km2)、水域は0平方マイル (0 km2)で水域率は0.07%である。

### 郡政府と地区
ロアノーク郡は5つの監督地区からそれぞれ1人が選出される郡政委員会によって統治されている。カトーバ、ケイブスプリング、ホリンズ、ビントン、ウィンザーヒルズの各地区である。ビントンは法人化された町であり、町政委員会と町マネジャーがいる。
郡内には高校が5校ある。ケイブスプリング、グレンバー、ヒドンバレー、ノースサイド、ウィリアム・バードの各高校である。郡北部、ボトトート郡との郡境近くにホリンズ大学があり、オールド・ドミニオン・アスレティック・カンファランスに属している。

### 主要高規格道路
- 州間高速道路81号線
- 州間高速道路581号線
- アメリカ国道11号線
- アメリカ国道220号線
- アメリカ国道221号線
- アメリカ国道460号線
- バージニア州道24号線
- バージニア州道115号線
- バージニア州道116号線
- バージニア州道117号線
- バージニア州道118号線
- バージニア州道311号線
- バージニア州道419号線

### 隣接する郡と独立市
- ベッドフォード郡 - 東
- ボトトート郡 - 北東
- クレイグ郡 - 北西
- フロイド郡 - 南南西
- フランクリン郡 - 南東
- モントゴメリー郡 - 西
- ロアノーク市 - 郡内に内包
- セイラム市 - 郡内に内包

### 国立保護地域
- ブルーリッジ・パークウェイ（部分）
- ジェファーソン国立の森（部分）

## 人口動態
以下は2000年国勢調査による人口統計データである。
| 基礎データ - 人口: 85,778人 - 世帯数: 34,686 世帯 - 家族数: 24,696 家族 - 人口密度: 132人/km2（342人/mi2） - 住居数: 36,121軒 - 住居密度: 56軒/km2（144軒/mi2） 人種別人口構成 - 白人: 93.63% - アフリカン・アメリカン: 3.35% - ネイティブ・アメリカン: 0.12% - アジア人: 1.61% - 太平洋諸島系: 0.02% - その他の人種: 0.39% - 混血: 0.89% - ヒスパニック・ラテン系: 1.04% 年齢別人口構成 - 18歳未満: 22.7% - 18-24歳: 6.6% - 25-44歳: 27.5% - 45-64歳: 27.2% - 65歳以上: 15.9% - 年齢の中央値: 41歳 - 性比（女性100人あたり男性の人口） - 総人口: 89.6 - 18歳以上: 85.3 | 世帯と家族（対世帯数） - 18歳未満の子供がいる: 30.6% - 結婚・同居している夫婦: 59.9% - 未婚・離婚・死別女性が世帯主: 8.5% - 非家族世帯: 28.8% - 単身世帯: 25.1% - 65歳以上の老人1人暮らし: 10.1% - 平均構成人数 - 世帯: 2.41人 - 家族: 2.88人 収入と家計 - 収入の中央値 - 世帯: 47,689米ドル - 家族: 56,450米ドル - 性別 - 男性: 39,126米ドル - 女性: 26,690米ドル - 人口1人あたり収入: 24,637米ドル - 貧困線以下 - 対人口: 4.5% - 対家族数: 2.7% - 18歳未満: 5.2% - 65歳以上: 4.9% |

## 町
- ビントン

### 未編入の町
| - バッククリーク - ベントマウンテン - ボンサック - カトーバ - ケイブスプリング - クリアブルック | - フォートルイス - グレンバー - ハンギングロック - ホリンズ - メイソンズコーブ - マウントプレザント | - オークグローブ - ペンフォレスト - ポージズミル - リードマウンテン |

## 著名なスポーツ人
郡出身の著名なスポーツ人として、アメリカンフットボールのティキ・バーバーとロンド・バーバー、バスケットボールのJ.J.レディックがおり、全て郡南西部にあるケイブスプリング高校を卒業した。 